# Viva! (Roxy Music)
| Recensione                        | Giudizio        |
| --------------------------------- | --------------- |
| AllMusic                          | [ 3 ]           |
| Robert Christgau                  | B               |
| The New Rolling Stone Album Guide | [ 5 ]           |
| Sputnikmusic                      | 4.1 (Excellent) |
| Dizionario del Pop-Rock           | [ 7 ]           |
| 24.000 dischi                     | [ 8 ]           |

Viva! Roxy Music  è un album live del gruppo musicale glam rock inglese Roxy Music, pubblicato nel 1976.

## Il disco
Si tratta del primo album live ufficiale della band, registrato a 'The Apollo' di Glasgow nel novembre 1973, City Hall di Newcastle nell'ottobre 1974 e a Wembley Arena nell'ottobre 1975.
Nonostante in quel periodo il bassista ufficiale della band fosse John Gustafson, nei live si susseguirono vari sostituti come John Wetton e Sal Maida. Nel periodo in cui venne pubblicato l'album, il bassista dal vivo era diventato Rick Wills, che venne dunque riportato nei crediti come membro del gruppo senza effettivamente apparire in alcun brano.

## Tracce
Tutte le canzoni sono scritte da Bryan Ferry, eccetto quelle annotate.

### LP
Lato A
1. Out of the Blue – 4:32 (Bryan Ferry, Phil Manzanera)
2. Pyjamarama – 3:27
3. The Bogus Man – 7:06
4. Chance Meeting – 3:03
5. Both Ends Burning – 4:33

Lato B
1. If There Is Something – 10:22
2. In Every Dream Home a Heartache – 7:34
3. Do the Strand – 3:50

## Formazione
- Bryan Ferry - voce, tastiere
- Andrew Mackay - sassofono, oboe
- Paul Thompson - batteria
- Phil Manzanera - chitarra
- Edwin Jobson - strumenti a corda con sintetizzatore, tastiere
- John Wetton - basso (brani: Out of the Blue, The Bogus Man, Chance Meeting, If There Is Something, In Every Dream Home a Heartache e Do the Strand)

Altri musicisti
- John Gustafson - basso (brano: Both End Burning)
- Rick Wills – basso (accreditato nonostante non abbia suonato in alcuna traccia)
- Sal Maida – basso (brano: Pyjamarama)
- The Sirens - accompagnamento vocale, cori (brano: Both End Burning)

Note aggiuntive
- Chris Thomas - produttore
- Registrazioni dal vivo effettuate al: The Apollo di Glasgow, novembre 1973; The City Hall di Newcastle, novembre 1974 e al The Empire Pool di Wembley, Londra, ottobre 1975
- John Punter, Bill price, Rhett Davies, Frank Owen e Chris Michie - ingegneri delle registrazioni
- Chris Adamson e Mick Rossi - crew
- Mixaggio effettuato al AIR Studios di Londra, Inghilterra nella primavera del 1976
- Steve Nye - ingegnere del mixaggio
- Jon Walls - assistente ingegnere del mixaggio[10]

## Classifica
Album
| Anno | Classifica            | Posizione raggiunta |
| ---- | --------------------- | ------------------- |
| 1976 | Official Albums Chart | 6                   |
| 1976 | Billboard 200         | 81                  |